# Табун

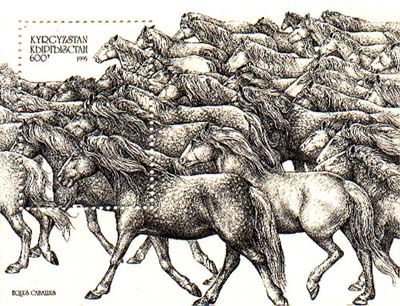
Табун лошадей на почтовой марке Кыргызстана

Табу́н — стадо или сообщество лошадей, как обыкновенной домашней лошади и пони, так и других представителей рода Equus.

## Табуны в дикой природе

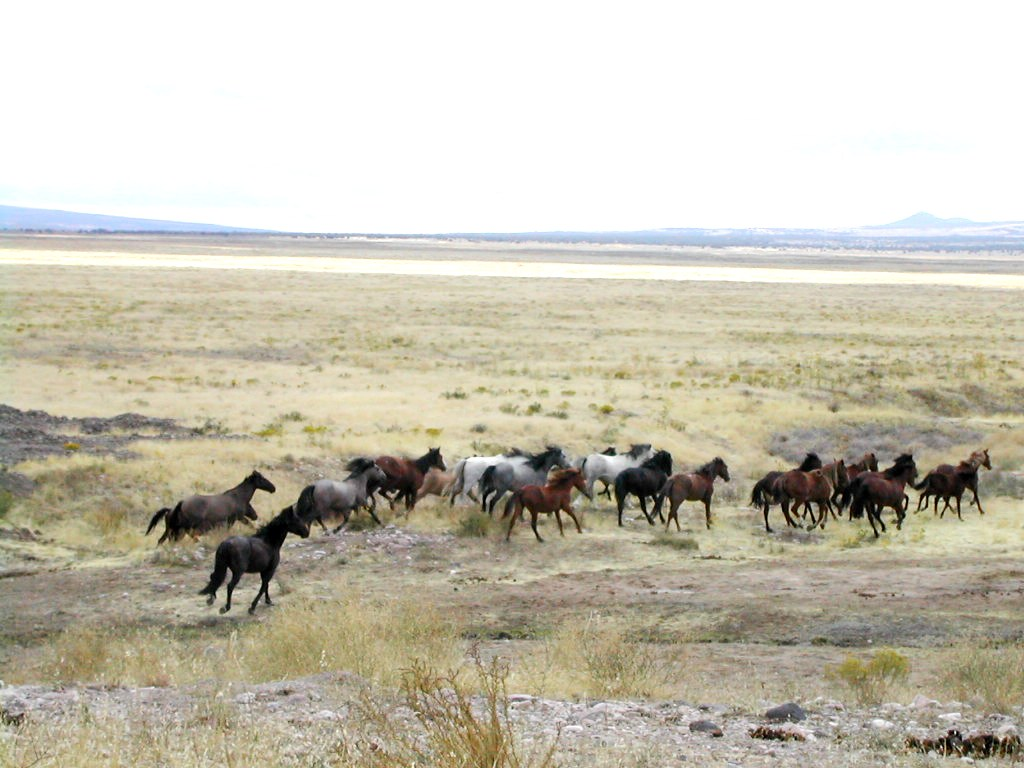
Дикие мустанги в штате Юта (2005)

Дикие лошади образуют табуны́, которые обладают большей сплоченностью. Единство табуна поддерживается главным образом волей самцов, отстаивающих своё обладание самками от притязаний других самцов. В табунах наблюдается явление покровительства и управления одного индивидуума по отношению к другим.
Домашние лошади пасутся обыкновенно небольшими табунами. В различных степных местностях отдельные табуны постепенно удалялись от жилищ человека, дичали и образовали самостоятельные группы, получившие различные наименования. В степях южной и юго-восточной России такие лошади назывались тарпанами. В Южной Америке (в пампасах Аргентинской республики) одичавшие лошади называются цимарронами, и их табуны состоят иногда из нескольких тысяч голов. В Парагвае есть табуны полудиких лошадей — мустанги, о которых жители почти не заботятся. Каждый табун обычно придерживается определённой местности.
Двух- или трёхлетних жеребцов кастрируют, оставляя одного и поручая ему 12-18 кобыл, которых он защищает от других жеребцов. Лошади, принадлежащие одному табуну, не смешиваются с другими и быстро узнают друг друга. Замечено, что лошади одинаковой величины или одной масти легче привыкают друг к другу. Будучи испуган, весь табун бросается в паническом страхе в бегство, не останавливаясь ни перед какими препятствиями.
В Центральной Азии путешественники находили также табуны одичавших лошадей. Из других видов рода Equus отметим кулана (лат. Equus hemionus), водящегося большими табунами в степях Средней Азии, от Каспийского моря до Монголии и Тибета. Табуны эти постоянно кочуют из одной местности в другую; с наступлением зимы отдельные маленькие табуны соединяются в более крупные (до 1000 и более голов) и перекочевывают на зимние пастбища, а с наступлением весны приступают к обратной перекочевке. Осенью молодые (3-4-летние) жеребцы отделяются от табуна, убегая поодиночке в нагорные степи, а затем составляют себе новый табун, набирая до 20 кобыл и более. Если жеребец погибнет, то табун рассеивается.
У степного осла (лат. Equus asinus africanus), жителя Африки, от которого, по всей вероятности, происходит домашний осел, табуны состоят всего из одного жеребца и 10-15 кобыл. Другие африканские виды рода Equus с поперечными тёмными полосами (лат. Equus zebra — зебра, лат. Equus burchellii — дау и лат. Equus quagga — квагга) образуют табуны до 100 голов и более. Интересно, что среди этих табунов встречаются другие животные — антилопы, гну, буйволы и страусы; по всей вероятности, подобное сожительство имеет целью увеличение бдительности и осторожности целого табуна.

## Табуны в животноводстве
Слово «табун» иногда меняется в зависимости от рода животных и их назначения. Так, в отношении промышленного крупного рогатого скота табун заменяется словам «гурт», молочного и свиней — «стадо», по отношению овец и коз — «отара». В узком смысле слово «табун» применяется к значительной партии лошадей, включающей несколько косяков, то есть отдельных семей, не менее 10—15 голов в каждом косяке. Табунное или косячное разведение лошадей до сих пор в большом ходу в южных и среднеазиатских степях (Монголия, Казахстан, Киргизия), где простор пастбищ позволяет вести хозяйство подобным примитивным способом.
В табуне степная лошадь проводит всю свою жизнь, с момента рождения и вплоть до поступления под седло или в хомут, а киргизская до самой смерти, так как по миновании хозяйственной нужды лошадь снова пускается в табун. Табун круглый год проводит в степи, создаёт свои законы и привычки в образе жизни, например, в отношении случки, защиты от буранов, волков и др. В Монгольских, Казахских и Киргизских степях на табун лошадей в 100—200 голов назначается обыкновенно один пастух, а на 600—800 голов- 3—4 пастуха, но если приходится отгонять лошадей на далекие расстояния от зимовья, то число пастухов увеличивается. Табун состоит из нескольких косяков по 9—30 голов в каждом, при этом в состав его входят: один жеребец-производитель, 8—9 маток и разного рода жеребята (по-киргизски такой косяк называется уир). Весной из табуна, из разных косяков, выделяются двухлетние кобылки и четырёхлетние жеребцы и из них составляется новый косяк. Для того, чтобы члены новой семьи свыклись между собой, их держат в базу, а чтобы при отгоне этого косяка в табун они не разбрелись по старым косякам, откуда были набраны, новый косяк отгоняется на некоторое время в чужой табун. При табунной случке родственное и раннее спаривание неизбежны, а потому в коннозаводском искусстве, где преследуется цель улучшения породы, она осуждается.